# Fuerteventura
Ne doit pas être confondu avec Formentera.
Fuerteventura, jadis appelée Fortaventure en français, est une île d'Espagne située dans l'océan Atlantique et faisant partie des îles Canaries. Deuxième île de cet archipel par sa taille, elle est celle qui est la plus proche du continent africain, à 97 kilomètres au nord-ouest des côtes du Sud marocain. L'île fait partie de la province de Las Palmas et sa capitale est Puerto del Rosario. 
Peuplée depuis le Ier millénaire av. J.-C. par des populations berbères guanches venus d'Afrique, l'île a une population de 107 367 habitants en 2015, ce qui en fait la quatrième île la plus peuplée des îles Canaries. L'activité économique principale de Fuerteventura repose, depuis les années 1960, sur le secteur touristique dominé par l'exploitation des stations balnéaires.
Le 26 mai 2009, l'ensemble de l'île est reconnu réserve de biosphère par l'Unesco. Les cieux de Fuerteventura ont reçu la certification Réserve Starlight.

## Géographie

### Topographie
Le point le plus élevé, le pic de la Zarza, situé dans la péninsule de Jandía au sud-ouest de l'île, culmine à 814 mètres d'altitude. Le Mont Tindaya (Montaña Sagrada), 401 m, au nord de la ville éponyme, était un lieu sacré pour la population pré-espagnole.
Les volcans de Bayuyo (de) sont alignés le long d'une ligne de faille orientée sud-ouest-nord-est entre Lajares et Corralejo ; les premiers de ces volcans sont apparus il y a près de 50 000 ans :
- Calderón Hondo (de), volcan le mieux préservé du groupe, avec 278 m d'altitude et un cratère circulaire profond de 66 m[5];
- Montaña Colorada, en forme de croissant, forme un volcan jumeau avec Calderón Hondo. Il se distingue par sa couleur due au lapilli rouge principalement utilisé à des fins de décoration ;
- Bayuyo, a deux cratères de taille presque égale ; Il culmine à 271 m ;
- Rabanada, en forme de fer à cheval ;
- Las Calderas ;
- Caldera Encantada.

La montaña de la Arena (de), au centre de l'île, se situe dans le champ de lave de Malpaís de la Arena (de), une des zones protégées de Fuerteventura. Elle culmine à 420 mètres et est le plus jeune volcan de Fuerteventura. 
Caldera de Gairía, à côté du précédent, est l'un des volcans les plus grands et les mieux conservés. Il a formé le champ de lave de Malpaís Grande. Du sommet, à 461 mètres de hauteur, on peut voir d'autres formations volcaniques récentes, comme la Caldera de la Laguna.
La montaña de Escanfraga, atteignant 529 mètres d'altitude, est considérée comme[C'est-à-dire ?] le cône volcanique le plus haut de Fuerteventura. À proximité se trouve une montagne très similaire, la montaña de Caima. 
Fuerteventura est aussi caractérisée par un paysage de dunes et un milieu désertique dû au chergui.

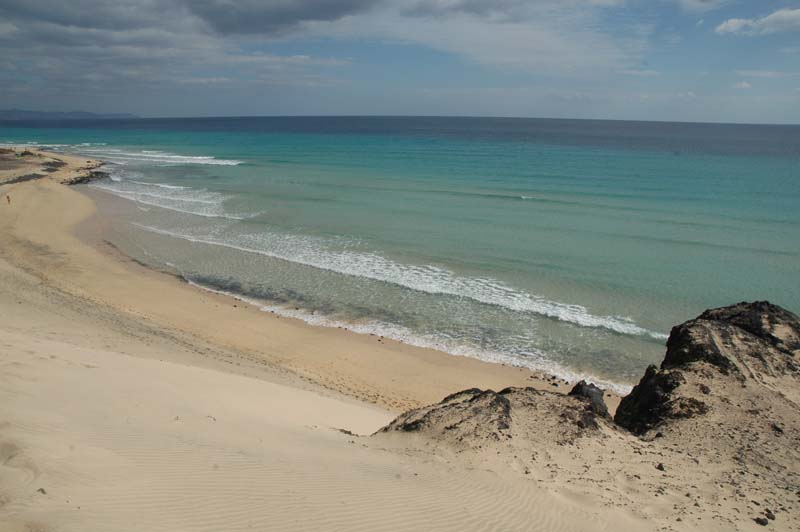
Plage à Fuerteventura.
Vue de la côte depuis le pic de la Zarza.
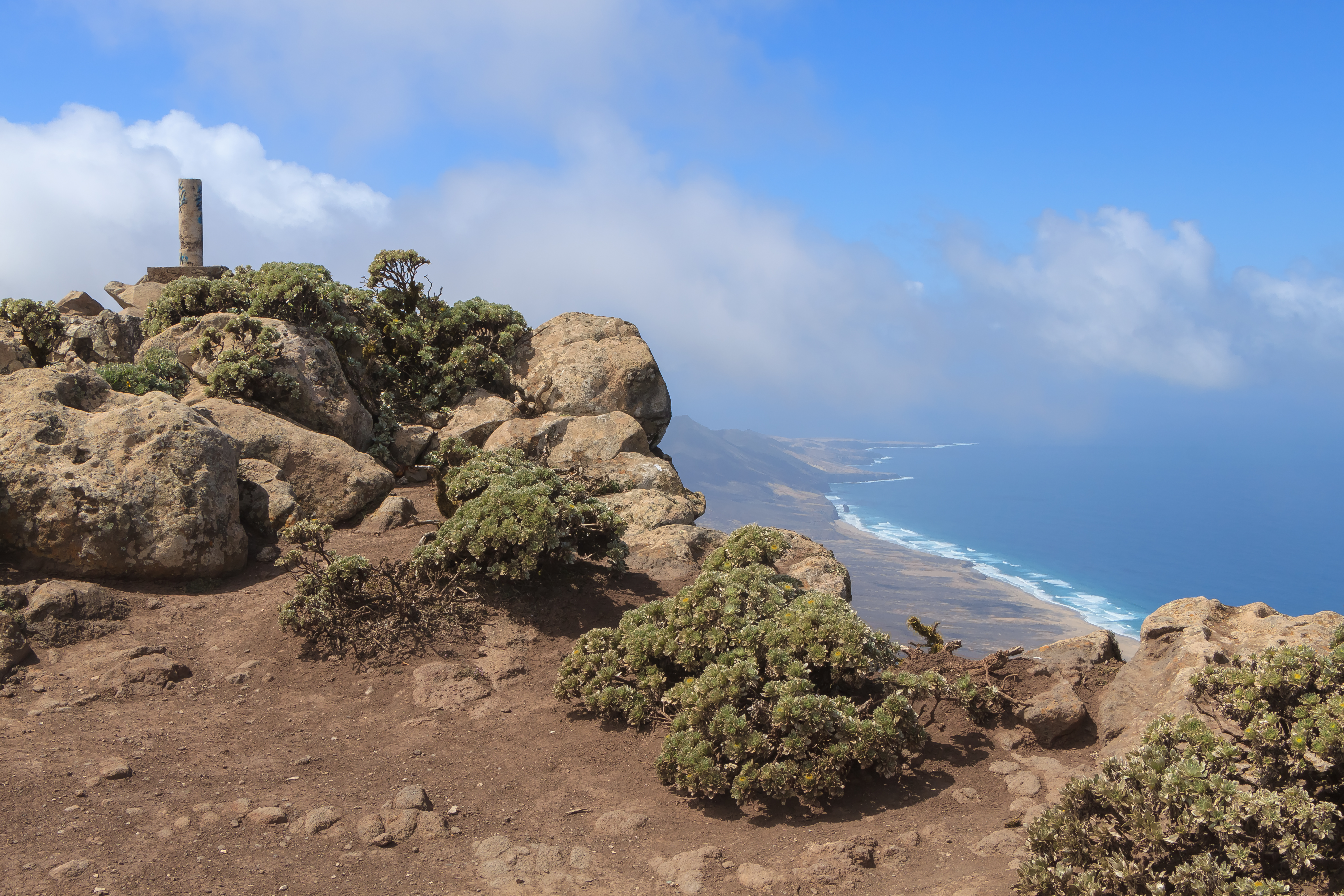
Le pic de la Zarza.
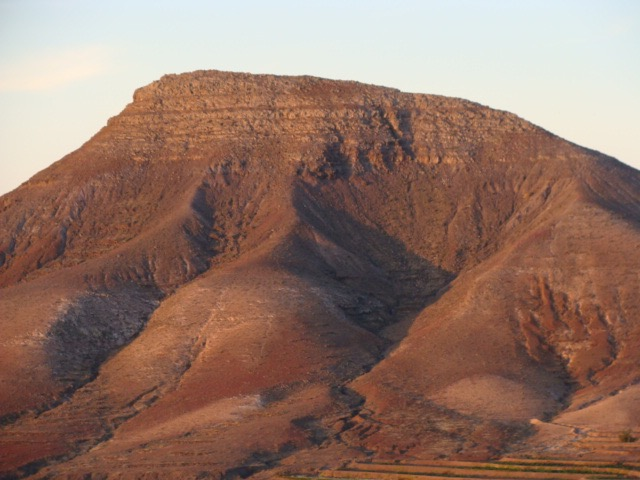
Le mont Tindaya.
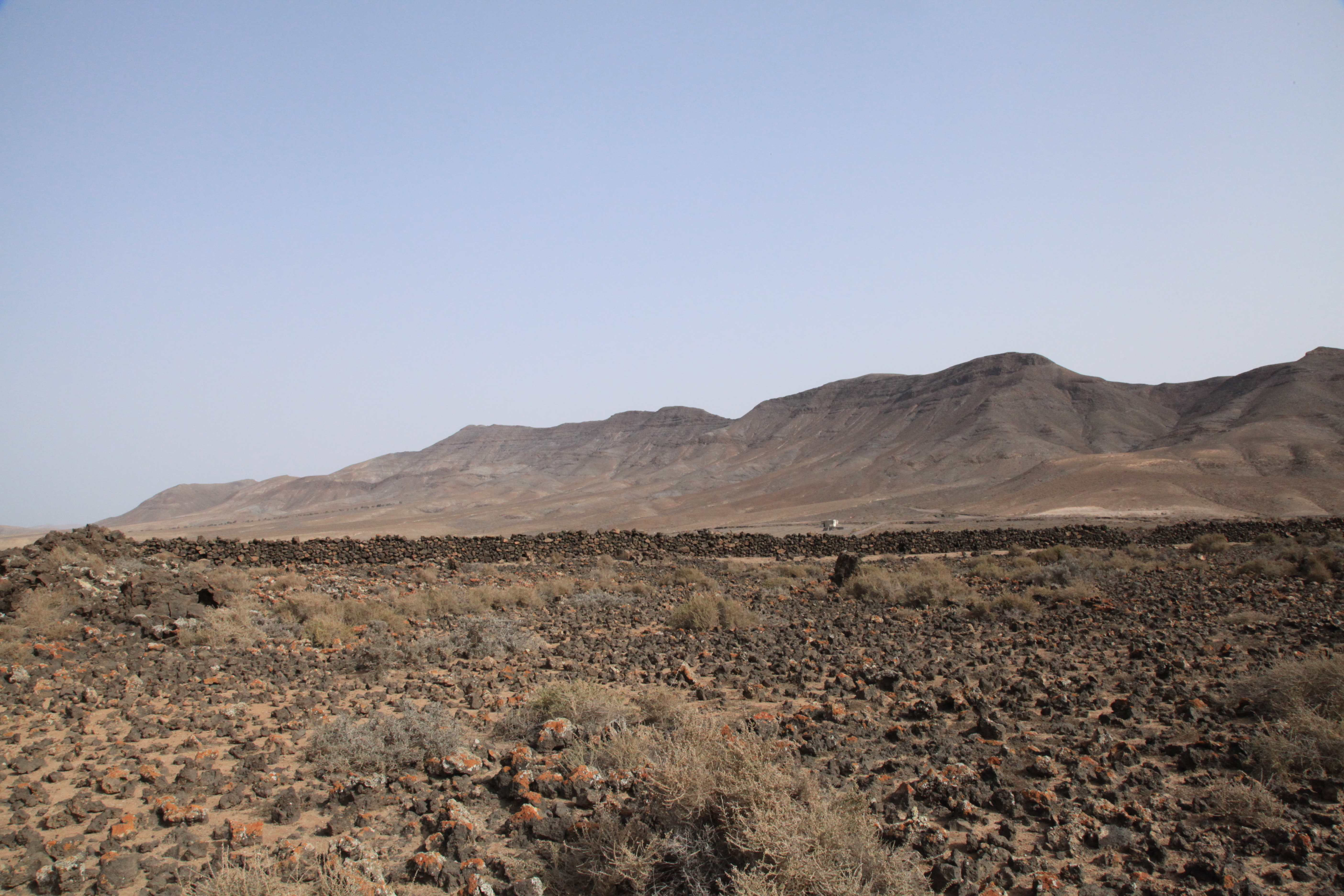
Malpaís Grande.

### Climat

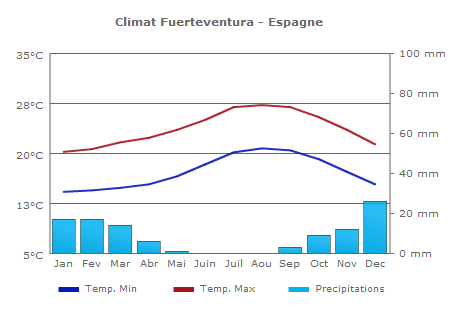
Diagramme climatique de Fuerteventura.

Le climat se caractérise par des hivers très doux (entre 15 et 21°C), semblables au printemps, et des étés chauds (20 à 30°) et ensoleillés. L'île est particulièrement exposée aux alizés du nord-est, vents soufflant de façon constante tout au long de l'année, en particulier dans l'après-midi. Ces températures sont en partie dues au chergui, un vent très chaud venu du Sahara. De plus, à n'importe quel moment de l'année peut survenir le phénomène calima. Pendant celui-ci, les grains de sable apportés par le chergui font baisser la visibilité en dessous des 200 mètres et causent une hausse brutale des températures, de plus de dix degrés. Les précipitations annuelles sont de 147 millimètres, la majorité des averses se produisant en hiver.
| Mois                                  | jan.      | fév.      | mars    | avril    | mai       | juin      | jui.    | août    | sep.      | oct.      | nov.      | déc.      | année   |
| ------------------------------------- | --------- | --------- | ------- | -------- | --------- | --------- | ------- | ------- | --------- | --------- | --------- | --------- | ------- |
| Température minimale moyenne (°C)     | 14,7      | 14,8      | 15,5    | 16       | 17,1      | 19,1      | 20,8    | 21,5    | 21,2      | 19,8      | 17,7      | 15,9      | 17,8    |
| Température moyenne (°C)              | 17,6      | 17,9      | 18,9    | 19,5     | 20,6      | 22,5      | 24      | 24,6    | 24,4      | 22,9      | 20,9      | 18,9      | 21,1    |
| Température maximale moyenne (°C)     | 20,6      | 21        | 22,2    | 22,9     | 24,1      | 25,8      | 27,3    | 27,8    | 27,5      | 26,1      | 24        | 22        | 24,3    |
| Record de froid (°C) date du record   | 8 1976    | 8 1976    | 8 1974  | 9,5 1971 | 11,6 1976 | 13 1974   | 14 1975 | 15 1981 | 15 1970   | 12 1973   | 10,5 1972 | 9 1974    | 8 1976  |
| Record de chaleur (°C) date du record | 28,5 2010 | 30,8 2010 | 34 1977 | 38 1980  | 36,8 2015 | 41,6 2012 | 43 1975 | 41 1988 | 37,9 2011 | 38,7 2017 | 34,8 1985 | 29,5 1989 | 43 1975 |
| Ensoleillement (h)                    | 190       | 190       | 233     | 242      | 280       | 285       | 294     | 289     | 246       | 227       | 203       | 186       | 2 836   |
| Précipitations (mm)                   | 14        | 16        | 12      | 5        | 1         | 0         | 0       | 0       | 2         | 8         | 13        | 26        | 98      |
| Nombre de jours avec précipitations   | 2,5       | 2,4       | 1,9     | 1        | 0,2       | 0         | 0       | 0,1     | 0,5       | 1,7       | 2,2       | 3,2       | 15,7    |
| Humidité relative (%)                 | 68        | 69        | 68      | 65       | 66        | 67        | 69      | 71      | 72        | 73        | 71        | 71        | 69      |
| Nombre de jours d'orage               | 0,2       | 0,1       | 0,1     | 0,1      | 0         | 0         | 0       | 0,1     | 0,2       | 0,2       | 0,2       | 0,1       | 1,3     |

| Diagramme climatique                                  |          |            |         |           |           |           |           |           |           |          |          |
| J                                                     | F        | M          | A       | M         | J         | J         | A         | S         | O         | N        | D        |
| 20,614,714                                            | 2114,816 | 22,215,512 | 22,9165 | 24,117,11 | 25,819,10 | 27,320,80 | 27,821,50 | 27,521,22 | 26,119,88 | 2417,713 | 2215,926 |
| Moyennes : • Temp. maxi et mini °C • Précipitation mm |          |            |         |           |           |           |           |           |           |          |          |

### Faune et flore
Les symboles naturels de Fuerteventura sont l'Outarde houbara  et Euphorbia handiensis (Cardón de Jandía).

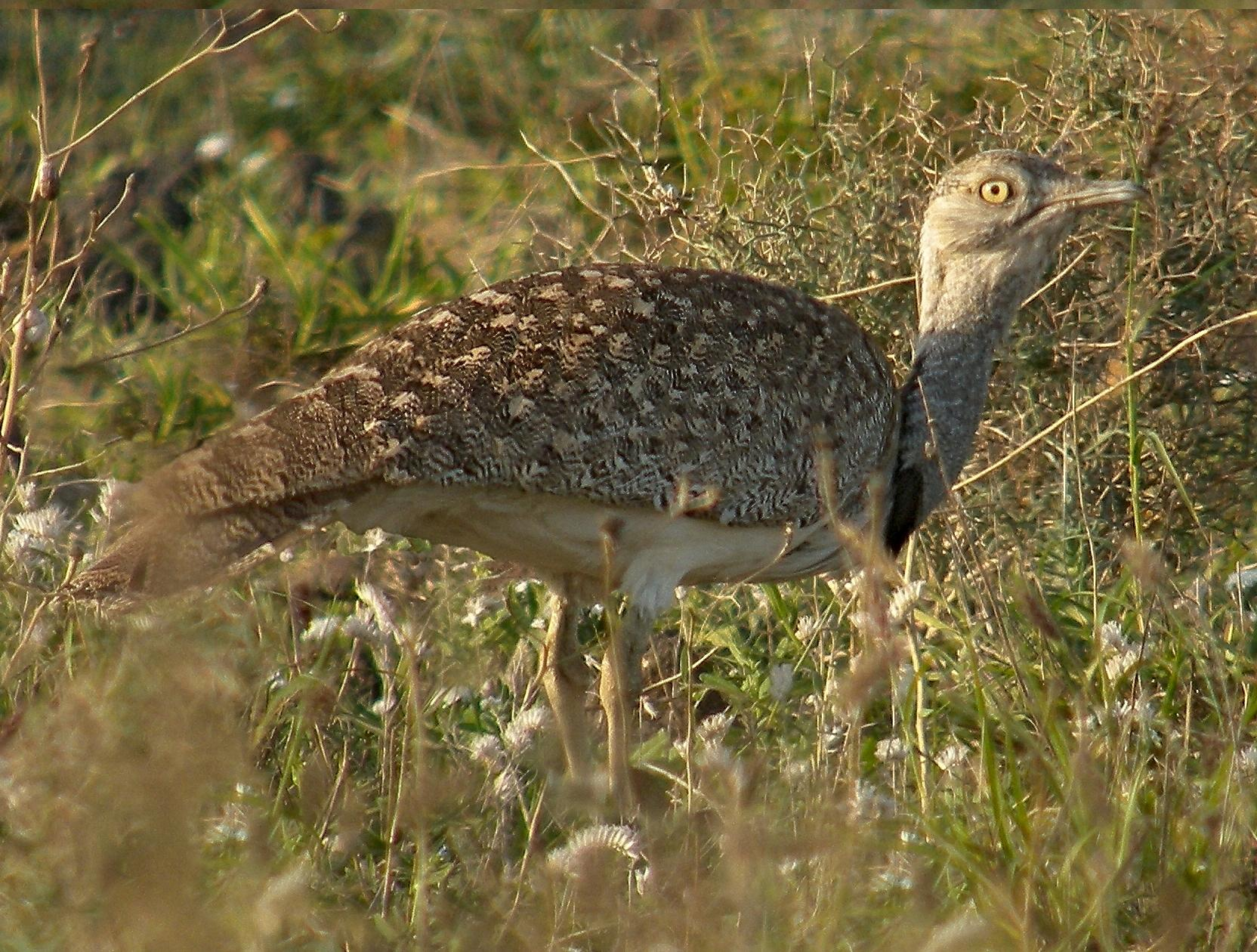
Outarde houbara.
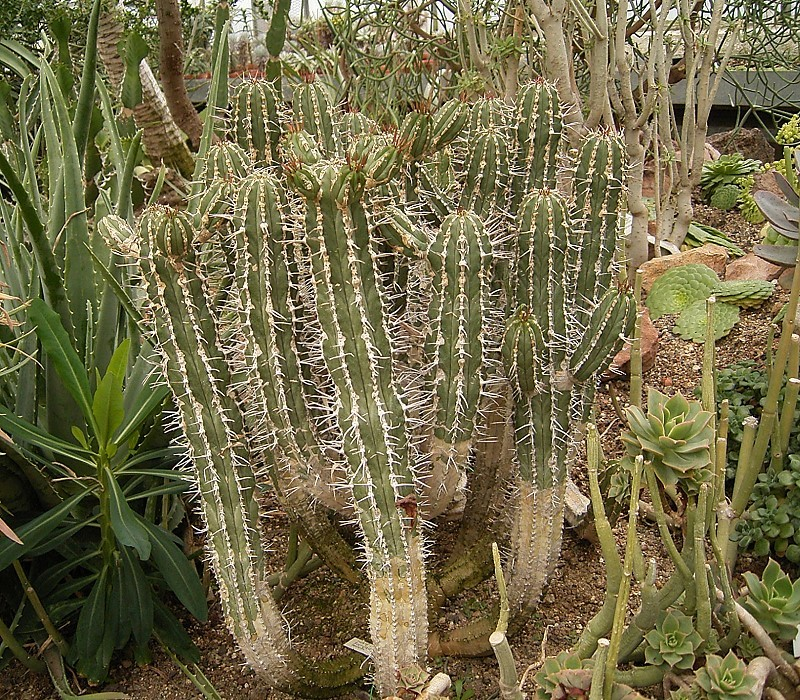
Euphorbia handiensis.
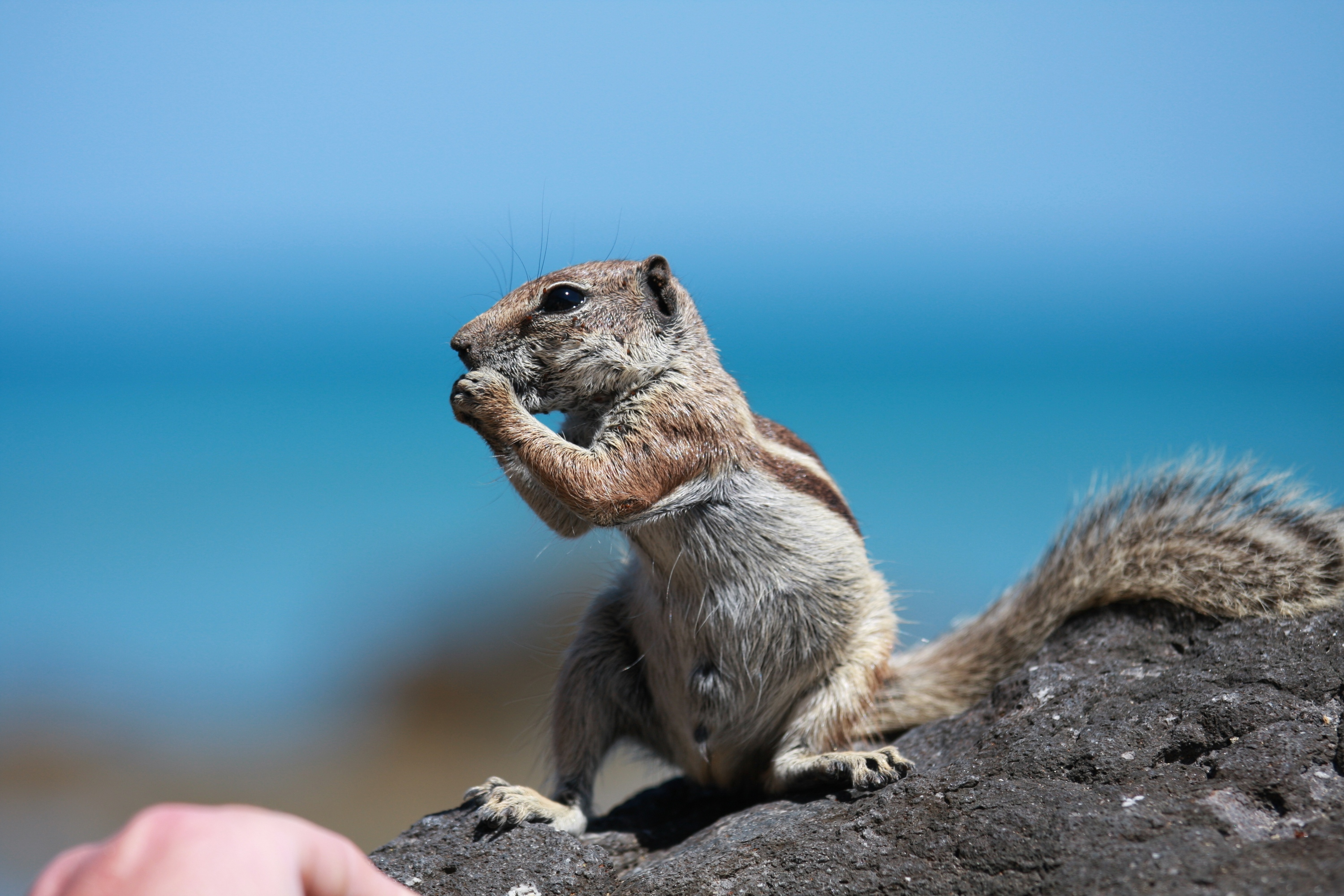
Écureuil de Barbarie

Au cours de son histoire récente, Fuerteventura a vu la population d'écureuils de Barbarie exploser à la suite de l'importation de ceux-ci par les marins. En l'absence de prédateur, les autorités ont décidé d'implanter des aigles pour réguler leur population. Ironie de la nature, les aigles ont préféré porter leur dévolu sur les lapins, proies plus intéressantes, au grand dépit des habitants.

### Géologie
Fuerteventura est la plus ancienne des îles Canaries. Sa formation débute il y a environ vingt millions d'années par des éruptions volcaniques. Cependant, la majorité de l'île se forme il y a cinq millions d'années. L'activité volcanique cesse il y a 4 000 ou 5 000 ans, depuis l'érosion fait son travail.

## Histoire
Les premiers habitants de Fuerteventura, les Guanches ou Majoreros, sont probablement venus d'Afrique du Nord vers le Ier millénaire av. J.-C., leur langue étant très proche de celle des Berbères. Ils vivent de la pêche, des coquillages et de l'élevage de chèvres qui fournissent la viande et le lait avec lequel ils fabriquent du fromage. Leur société est polyandre (les femmes ayant parfois trois maris) et la religion a une place importante dans leur vie, comme en témoignent les momies qu'ils ont laissé sur le mont Tindaya, leur montagne sacrée. L'île est alors divisée en deux royaumes : Maxorata au nord et Jandía au sud.
Cependant, Fuerteventura est connue d'autres peuples : les Phéniciens y arrivent probablement vers le XIe siècle av. J.-C. tout comme le Carthaginois Hannon le Navigateur durant son voyage jusqu'au Golfe de Guinée vers 570 av. J.-C.. Le roi Juba II de Maurétanie en fait une description au Ier siècle av. J.-C. dont Pline l'Ancien s'est servi. L'île est visitée par des Grecs et des Romains qui la nomment Planaria, Herbania, etc.
Au Moyen Âge, des Arabes arrivent sur l'île en 999, suivis par des Maures. Mais aucun de ces peuples n'y établit de colonisation pérenne. Au XIVe siècle, Génois, Espagnols et Portugais font de même. En 1408, le Français Jean de Béthencourt prend l'île  et soumet les deux rois Guanches  : Guize et Avose. Ce n'est qu'en 1424 que l'île devient espagnole. Les Majoreros, traités comme des esclaves, se révoltent mais la répression est terrible et ils finissent par disparaître. 
En 1424 le pape Martin V érige, à Betancuria, l'évêché de Fuerteventura qui englobe toutes les îles Canaries, sauf l'île de Lanzarote. L'origine de cet évêché est directement liée aux événements survenus après le Grand schisme d'Occident (1378 à 1417). Cela était dû au fait que l'évêque de San Marcial del Rubicón à Lanzarote (seulement diocèse au moment des îles Canaries) ne reconnaît pas le pontificat de Martin V, que cet évêque était un partisan de l'anti-pape Benoît XIII. L'évêché de Fuerteventura était basé dans la paroisse de Santa María de Betancuria, car son église principale avait le rang de cathédrale. Après la réintégration du diocèse de San Marcial del Rubicón dans le pontificat de Martin V, l'évêché de Fuerteventura a été aboli seulement sept ans après sa création en 1431.
En 1456, Diego García de Herrera arrive à Fuerteventura et en devient seigneur, tout comme ses successeurs. Il y établit la féodalité. En 1740, les Anglais tentent de prendre Fuerteventura, mais après deux batailles qui se soldent par des échecs, ils sont obligés de se retirer. En 1836, la loi féodale exercée par les seigneurs est abolie. En 1912, les îles Canaries deviennent une région autonome et en 1966 arrivent les premiers touristes.

## Administration

Drapeau de Fuerteventura.

Fuerteventura est divisée en six communes :
- Antigua ;
- Betancuria ;
- La Oliva ;
- Pájara ;
- Puerto del Rosario ;
- Tuineje.

## Économie
Fuerteventura et Lanzarote seraient les principaux exportateurs de blé et de céréales vers les îles centrales de l'archipel aux XVIe, XVIIe et XVIIIe siècles ; Ténérife et Grande Canarie. Bien que ce commerce ne se soit presque jamais inversé chez les habitants de Fuerteventura et Lanzarote (en raison du fait que les propriétaires terriens de ces îles en ont profité), des périodes de famine se sont produites, de sorte que la population de ces îles devait se rendre à Tenerife et à Grande Canarie pour tenter d'améliorer sa chance. Le fait que Tenerife ait toujours été le principal centre d'attraction pour les habitants de Fuerteventura et Lanzarote explique le sentiment d'union qui a toujours existé dans la sphère populaire de Tenerife.

### Agriculture et pêche
L'économie de Fuerteventura se base essentiellement sur le tourisme mais il y a aussi la pêche et l'agriculture (céréales et légumes).

### Tourisme

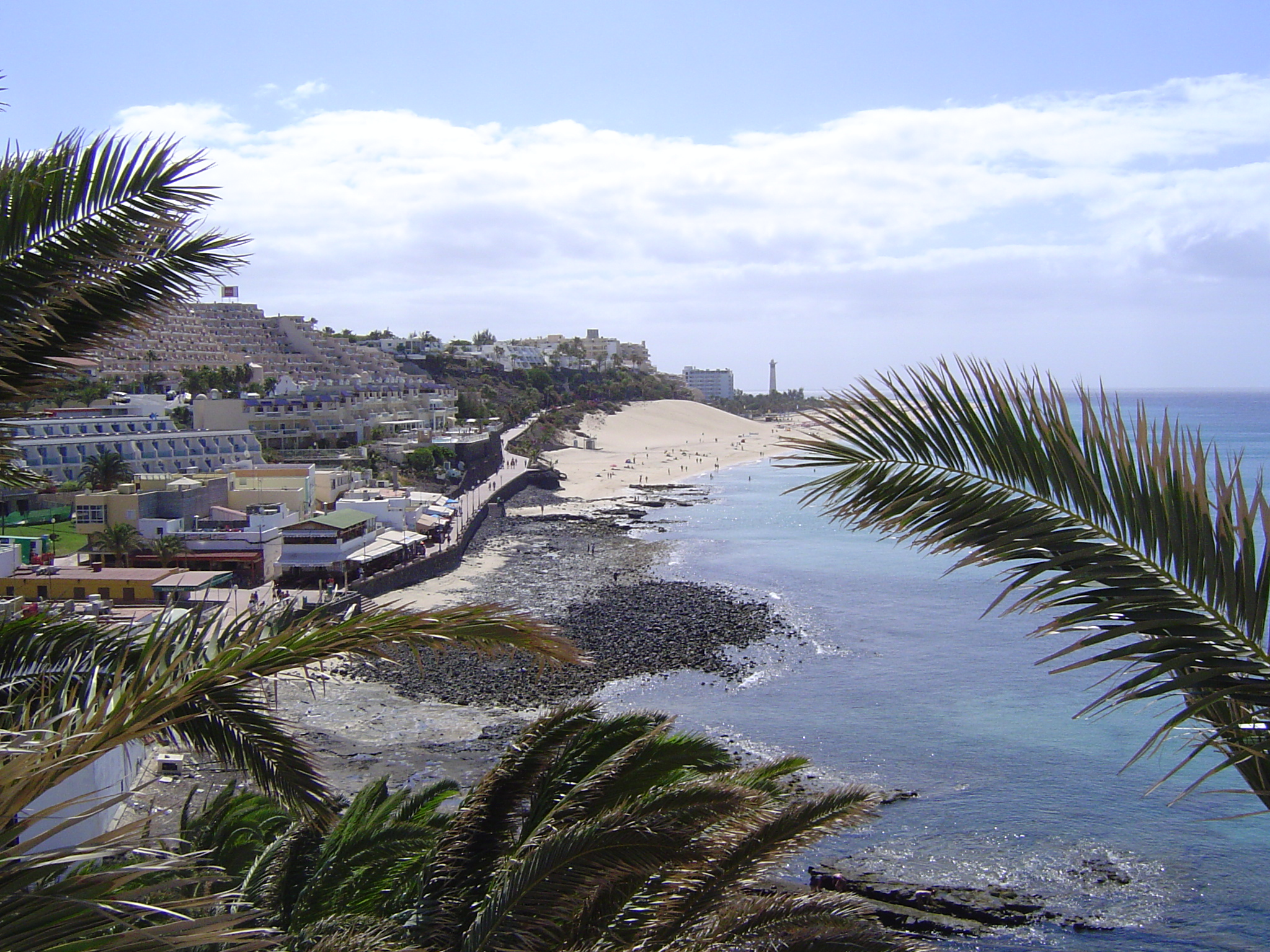
Complexes hôteliers sur le littoral de Fuerteventura à Morro Jable.

Les principales stations balnéaires sont :
- Corralejo ;
- Caleta de Fuste ;
- Costa Calma ;
- El Cotillo ;
- Gran Tarajal ;
- Morro Jable ;
- Puerto del Rosario.

Les principaux lieux à visiter sont, du nord au sud :
- les volcans de Bayuyo, dont le Calderón Hondo, entre Corralejo et El Cotillo ;
- le champ de lave Malpais de la Arena, couvrant 12 km2, issu de l'éruption de la Montaña de la Arena ;
- Los Lobos, petite île  rattachée à la commune de La Oliva. Elle est située dans le détroit de La Bocaina entre les îles de Fuerteventura et Lanzarote ;
- les dunes du parc naturel de Corralejo ;
- les salines del Carmen et le musée du sel (au sud de Caleta de Fuste) ;
- le mirador de Morro de Velosa (en) et ses deux statues géantes (4,5 m) des rois Guanches[13] (près de Betancuria) ;
- le village ancien et la place de l'église de Betancuria ;
- la plage de sable blanc de Sotavento entre Costa Calma et Morro Jable ;
- la péninsule de Jandía et le parc naturel de Jandía ;
- les phares de Punta Jandía, à l'extrémité de la péninsule de Jandia, et de Punta La Entallada, près du village de Las Playitas à Tuineje[14].

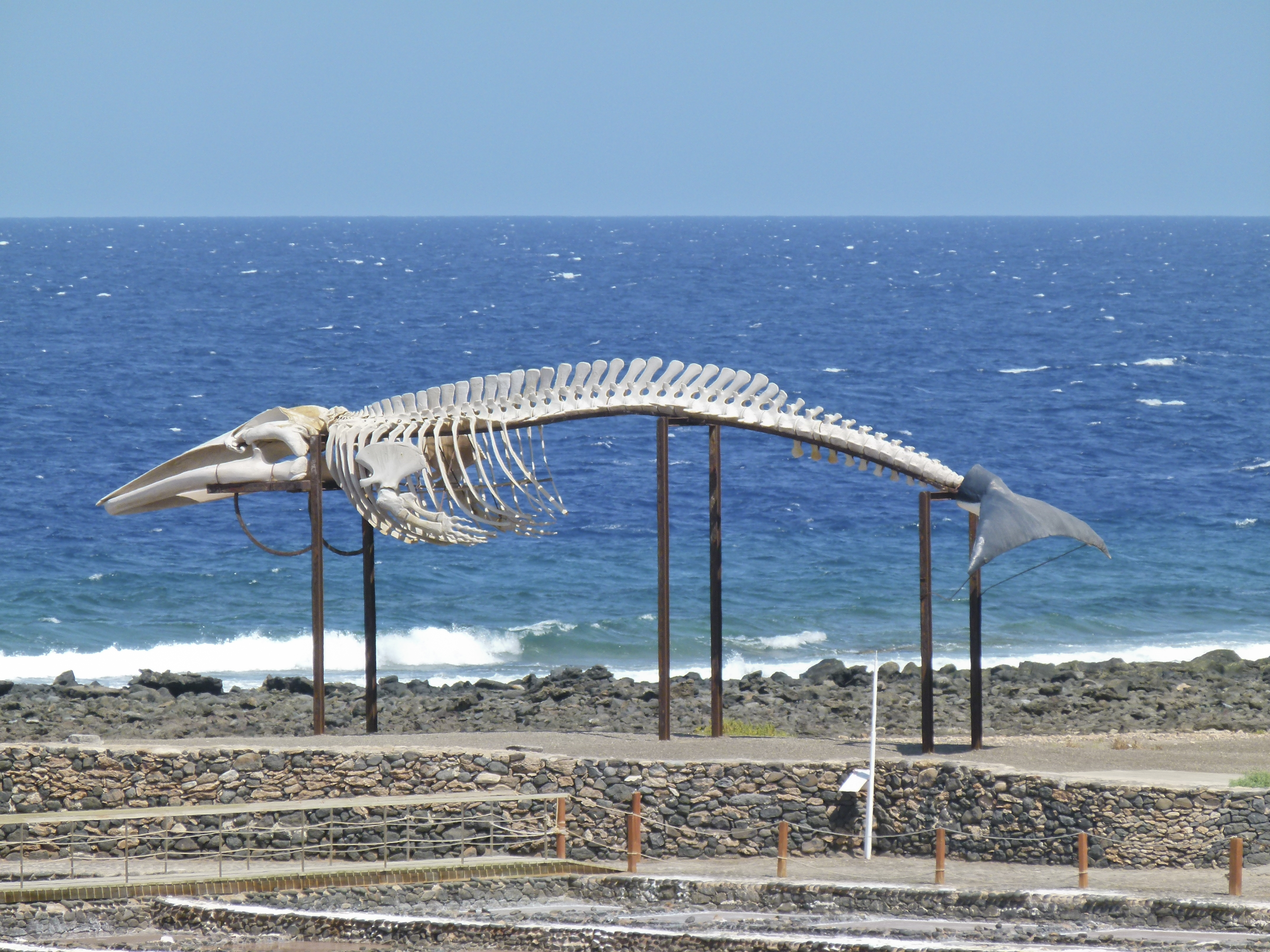
Squelette de baleine près des salines d'el Carmen.
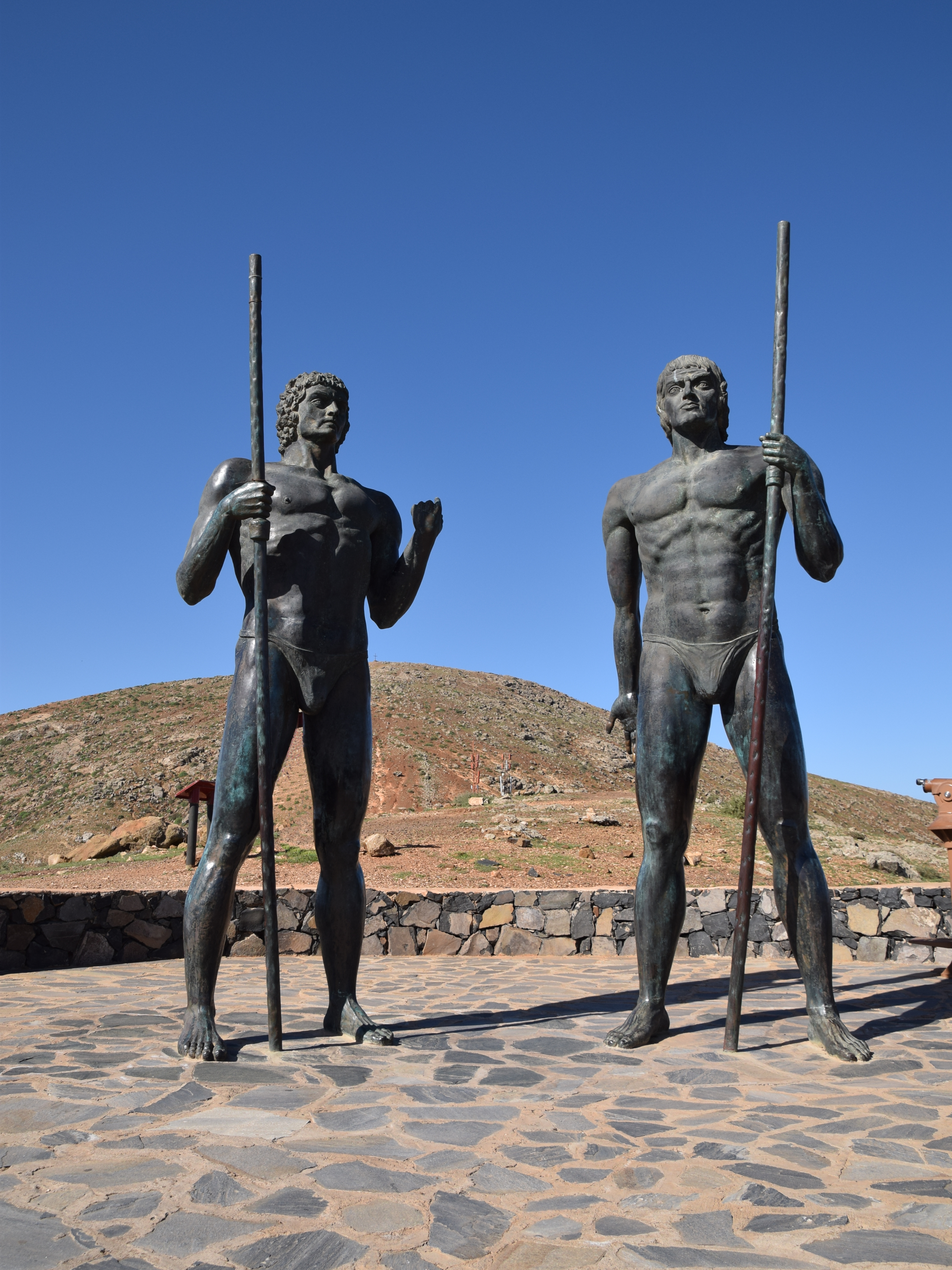
Statues des rois Guanches Guize et Ayose à Morro Velosa.
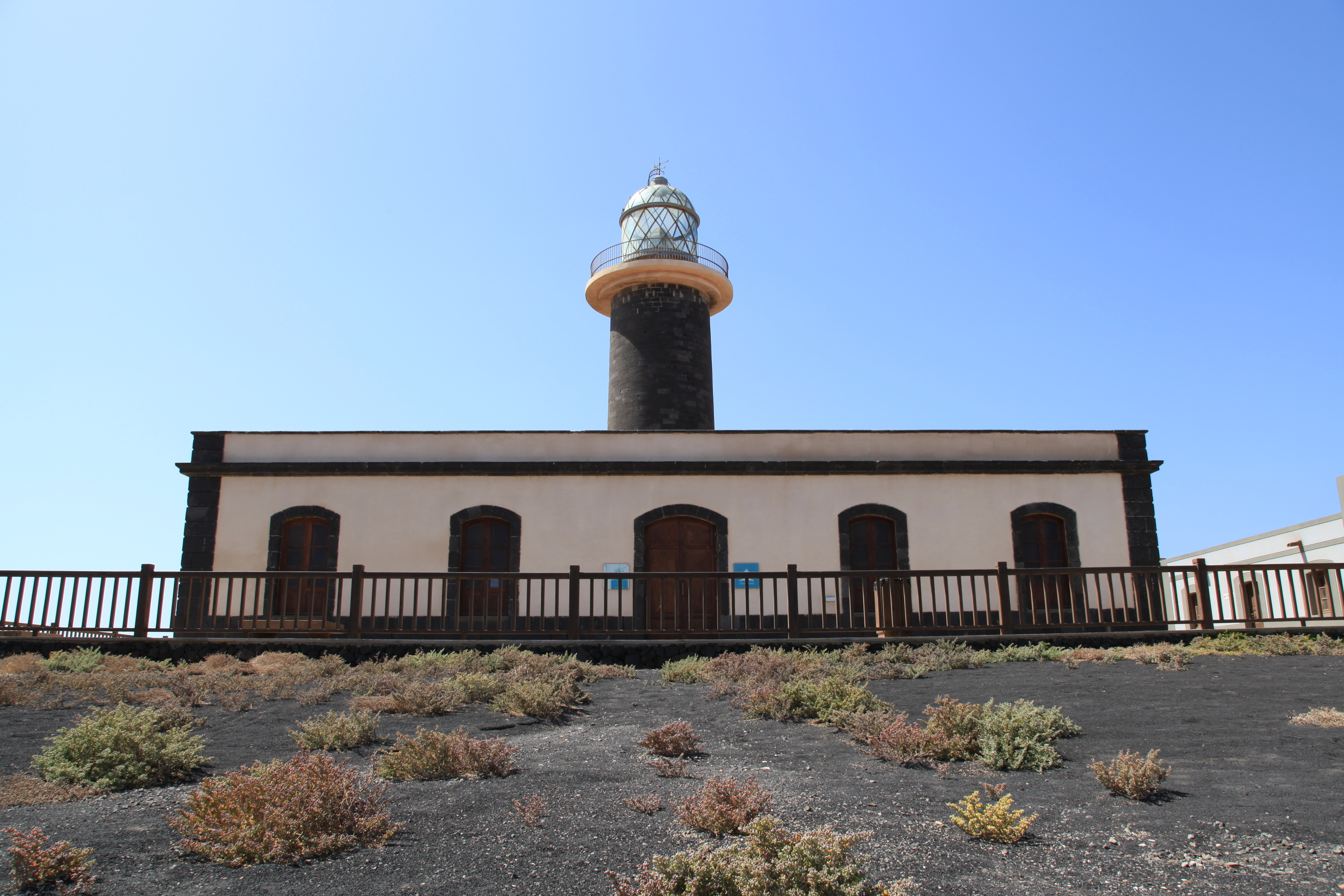
Phare de Punta Jandia.
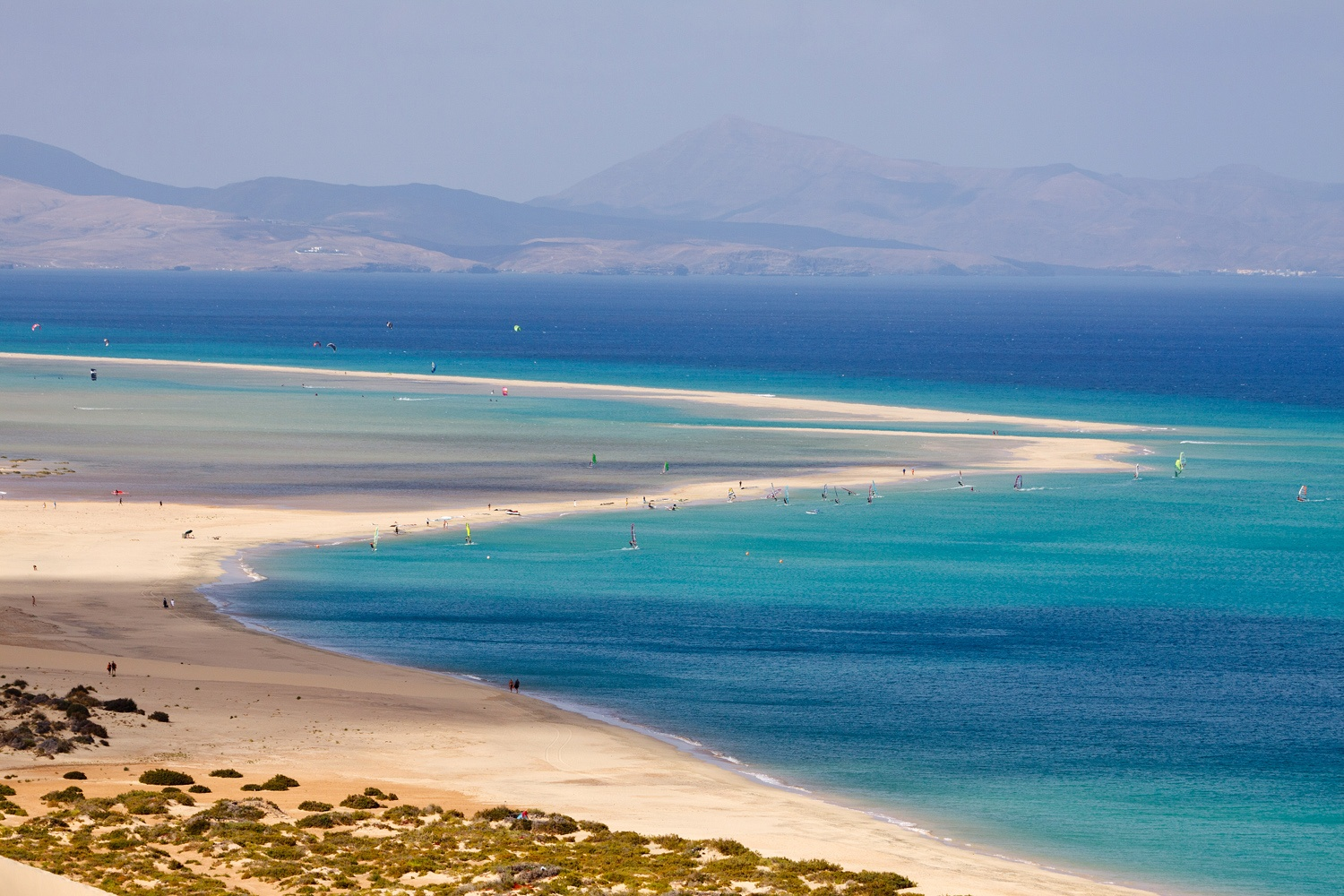
Plage de Sotavento.
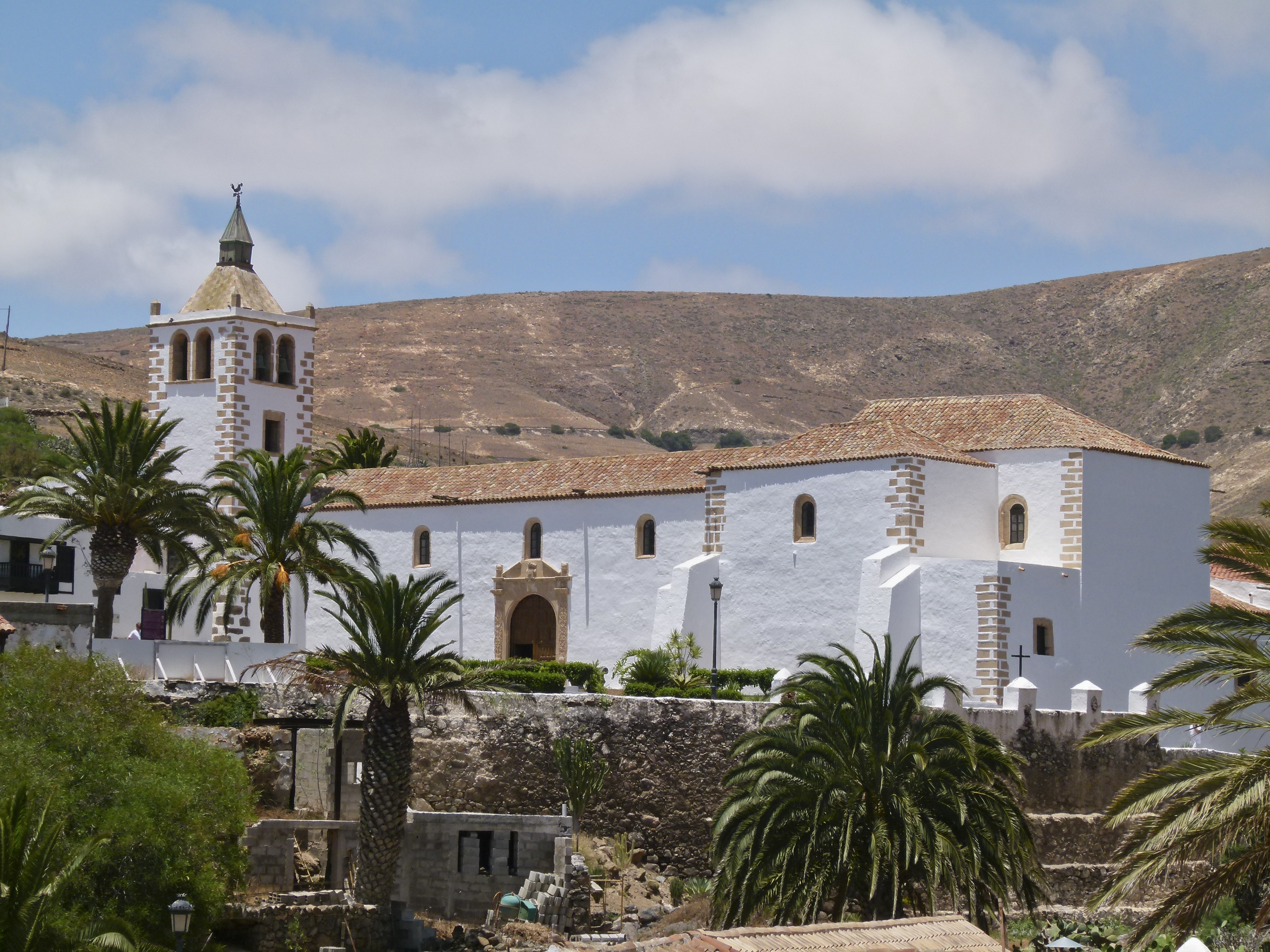
Cathédrale Santa Maria à Betancuria.

## Culture et festivités
Comme dans les autres îles des Canaries, le carnaval est célébré dans différents villages de Fuerteventura et notamment dans la capitale, Puerto del Rosario. Une autre célébration importante est celui de la Vierge de la Peña, patronne de Fuerteventura, le troisième samedi de septembre, au sanctuaire de Vega de Río Palmas à Betancuria.

## Transports
L'aéroport de Fuerteventura se trouve à cinq kilomètres de Puerto del Rosario. Les pistes se situant directement en bord de mer, les avions décollent directement en direction de l'océan. Il possède un seul terminal et il a pour code IATA FUE. Il est principalement utilisé pour les vols internationaux par les compagnies aériennes à bas prix.

## Personnalités liées à l'île
- Josefina Pla (1909-1999), poète paraguayenne